# Campeonato Peruano de Fútbol de 1958
El Campeonato Peruano de Fútbol de 1958, denominado como «XLII Campeonato Profesional», fue la edición número 42 de la Primera División del Perú. Sport Boys se coronó campeón logrando su quinto título. 
Se disputó desde el 6 de julio hasta el 13 de diciembre de 1958. Su organización estuvo a cargo de la Asociación Central de Fútbol (ACF) y contó con la participación de diez equipos. 

## Sistema de competición
Todos los equipos se enfrentaron bajo el sistema de todos contra todos en partidos de ida y vuelta. Al final de la liguilla, los 10 equipos fueron divididos en 2 grupos; los equipos ubicados entre los 5 primeros lugares, disputaron el título; mientras que los equipos ubicados entre los 5 últimos lugares, disputaron el descenso.
Se otorgaron 2 puntos por partido ganado, 1 punto por partido empatado y 0 puntos por partido perdido. El campeón fue el equipo que más puntos obtuvo. El equipo que quedó en el último puesto descendió automáticamente a la Segunda División del Perú.

## Ascensos y descensos
| Posición | Ascendido de Segunda División 1957 |
| -------- | ---------------------------------- |
| 1º       | Mariscal Castilla                  |

| Posición | Descendido de Primera División 1957 |
| -------- | ----------------------------------- |
| 10º      | Porvenir Miraflores                 |

## Equipos participantes
| Club                | Ciudad | Entrenador          |
| ------------------- | ------ | ------------------- |
| Alianza Lima        | Lima   | Roberto Scarone     |
| Atlético Chalaco    | Callao | Francisco Villegas  |
| Centro Iqueño       | Lima   | Miguel Ortega       |
| Ciclista Lima       | Lima   | Alejandro Heredia   |
| Deportivo Municipal | Lima   | Juan Valdivieso     |
| Mariscal Castilla   | Lima   | Julio César Manisse |
| Mariscal Sucre      | Lima   | Agapito Perales     |
| Sport Boys          | Callao | Marcos Calderón     |
| Sporting Cristal    | Lima   | Luis Tirado         |
| Universitario       | Lima   | Segundo Castillo    |

## Primera fase
| Pos. | Equipo              | PJ | PG | PE | PP | GF | GC | DG  | Pts. |
| ---- | ------------------- | -- | -- | -- | -- | -- | -- | --- | ---- |
| 1    | Sport Boys          | 18 | 9  | 5  | 4  | 29 | 22 | +7  | 23   |
| 2    | Deportivo Municipal | 18 | 9  | 2  | 7  | 28 | 25 | +3  | 20   |
| 3    | Atlético Chalaco    | 18 | 7  | 6  | 5  | 24 | 25 | -1  | 20   |
| 4    | Universitario       | 18 | 8  | 3  | 7  | 23 | 25 | -2  | 19   |
| 5    | Mariscal Castilla   | 18 | 8  | 3  | 7  | 25 | 29 | -4  | 19   |
| 6    | Centro Iqueño       | 18 | 8  | 2  | 8  | 31 | 28 | +3  | 18   |
| 7    | Alianza Lima        | 18 | 6  | 4  | 8  | 32 | 25 | +7  | 16   |
| 8    | Sporting Cristal    | 18 | 7  | 2  | 9  | 26 | 19 | +7  | 16   |
| 9    | Ciclista Lima       | 18 | 6  | 3  | 9  | 29 | 39 | -10 | 15   |
| 10   | Mariscal Sucre      | 18 | 5  | 4  | 9  | 23 | 33 | -10 | 14   |

PJ = Partidos jugados; PG = Partidos ganados; PE = Partidos empatados; PP = Partidos perdidos; GF = Goles a favor ; GC = Goles en contra; DG = Diferencia de goles; Pts = Puntos
|  | Liguilla por el título   |
|  | Liguilla por el descenso |

## Liguilla por el título
| Pos. | Equipo              | PJ | PG | PE | PP | GF | GC | DG | Ptos |
| ---- | ------------------- | -- | -- | -- | -- | -- | -- | -- | ---- |
| 1    | Sport Boys          | 22 | 10 | 6  | 6  | 31 | 25 | +6 | 26   |
| 2    | Atlético Chalaco    | 22 | 9  | 7  | 6  | 29 | 29 | 0  | 25   |
| 3    | Mariscal Castilla   | 22 | 10 | 4  | 8  | 29 | 33 | -4 | 24   |
| 4    | Universitario       | 22 | 10 | 3  | 9  | 31 | 29 | +2 | 23   |
| 5    | Deportivo Municipal | 22 | 10 | 3  | 9  | 34 | 35 | -1 | 23   |

PJ = Partidos jugados; PG = Partidos ganados; PE = Partidos empatados; PP = Partidos perdidos; GF = Goles a favor ; GC = Goles en contra; DG = Diferencia de goles; Pts = Puntos
|  | Campeón |

### Resultados
| Local \ Visitante   | CHA | MUN | SBA | CMC | UNI |
| ------------------- | --- | --- | --- | --- | --- |
| Atlético Chalaco    |     | 3–2 | 0–1 |     |     |
| Deportivo Municipal |     |     |     | 3–1 | 0–5 |
| Sport Boys          |     | 1–1 |     |     | 0–1 |
| Mariscal Castilla   | 0–0 |     | 1–0 |     |     |
| Universitario       | 1–2 |     |     | 1–2 |     |

|                      |
| Campeón              |
| Sport Boys 5º título |

## Liguilla por el descenso
| Pos. | Equipo           | PJ | PG | PE | PP | GF | GC | DG  | Ptos |
| ---- | ---------------- | -- | -- | -- | -- | -- | -- | --- | ---- |
| 6    | Centro Iqueño    | 22 | 10 | 3  | 9  | 37 | 32 | +5  | 23   |
| 7    | Alianza Lima     | 22 | 8  | 6  | 8  | 40 | 29 | +11 | 22   |
| 8    | Sporting Cristal | 22 | 9  | 3  | 10 | 35 | 26 | +9  | 21   |
| 9    | Ciclista Lima    | 22 | 7  | 4  | 11 | 34 | 46 | -12 | 18   |
| 10   | Mariscal Sucre   | 22 | 5  | 5  | 12 | 23 | 39 | -16 | 15   |

PJ = Partidos jugados; PG = Partidos ganados; PE = Partidos empatados; PP = Partidos perdidos; GF = Goles a favor ; GC = Goles en contra; DG = Diferencia de goles; Pts = Puntos
|  | Desciende a Segunda División 1959 |

## Goleadores
| Jugador               | Equipo                    | Goles |
| --------------------- | ------------------------- | ----- |
| Juan Joya             | Alianza Lima              | 17    |
| Faustino Delgado      | Sporting Cristal          | 14    |
| Vicente Gambardella   | Atlético Chalaco          | 14    |
| Daniel Ruiz           | Universitario de Deportes | 12    |
| Juan Seminario        | Deportivo Municipal       | 12    |
| Miguel Loayza         | Ciclista Lima             | 12    |
| Alfredo Huaranga Daga | Centro Iqueño             | 11    |
| Carlos Zunino         | Sporting Cristal          | 10    |
| Alberto Galeano       | Sport Boys                | 10    |
| Juan Emilio Salinas   | Ciclista Lima             | 10    |